# Pornography: Men Possessing Women
Pornography: Men Possessing Women er en bog fra 1981 om pornografi af den radikalfeministiske forfatter og aktivist Andrea Dworkin, hvori hun argumenterer for, at pornografi dehumaniserer kvinder, og at pornografiindustrien er impliceret i vold mod kvinder.

## Modtagelse
Terry Baum skrev i San Francisco Chronicle, at bogen er en "åbenbaring", og at Dworkin "talte med en påtrængende nødvendighed og veltalenhed som de bibelske profeters".